# Chrustalnyj

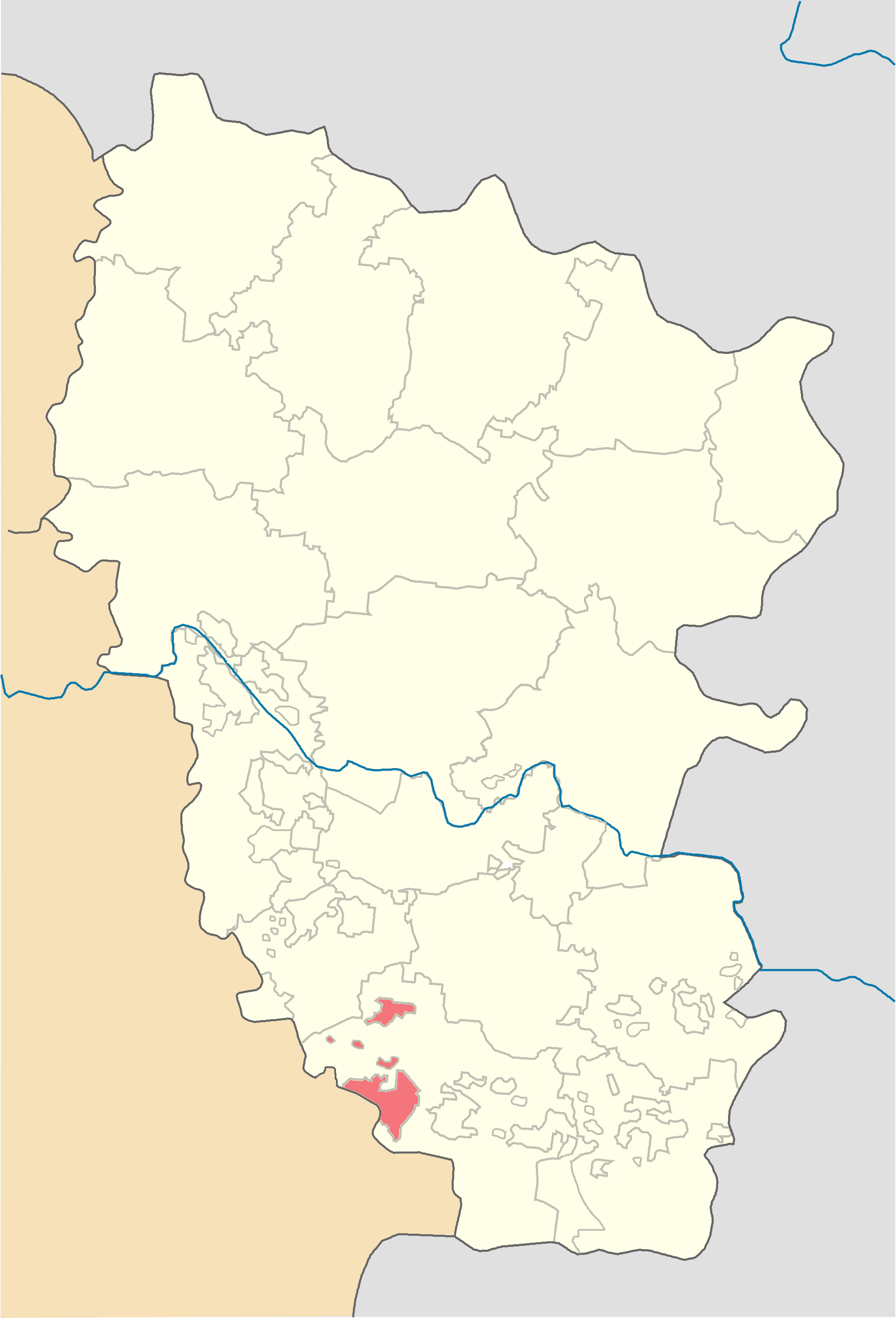
Granice administracyjne miasta na tle obwodu ługańskiego

Chrustalnyj (ukr. Хрустальний, do 1920 Krindaczewka, do 2016 Krasnyj Łucz) – miasto na Ukrainie w obwodzie ługańskim.  Od 2014 roku znajduje się pod kontrolą samozwańczej Ługańskiej Republiki Ludowej.
Stacja kolejowa. Duży ośrodek eksploatacji węgla kamiennego w Donieckim Zagłębiu Węglowym. Ponadto rozwinięty przemysł maszynowy, materiałów budowlanych oraz drzewny.

## Historia
W latach 80. XIX wieku w okolicach dzisiejszego Chrustalnego odkryto bogate złoża antracytu. Oficjalne założenie miasta nastąpiło w 1895 roku.
W 1920 roku zaczęto wydawać gazetę.
W grudniu 1920 roku władza radziecka podjęła decyzję o zmianie nazwy miasta na Krasnyj Łucz.
Prawa miejskie posiada od 1926, w 1939 liczyło 50,8 tys. mieszkańców.
Od 18 lipca 1942 roku do 1 września 1943 roku miasto znajdowało się pod okupacją hitlerowską. Podczas okupacji w mieście powstały cztery obozy koncentracyjne dla ludności cywilnej.
W 1989 roku głównymi sektorami gospodarki były górnictwo węgla i przemysł maszynowy.
Do 1997 r. istniały tutaj dwie wyższe uczelnie (№ 17 i № 36). W maju 1997 r. wyższe uczelnie № 36 zostało zlikwidowano.
Do 12 maja 2016 roku nosiło nazwę Krasnyj Łucz (ukr. Красний Луч).

## Demografia
- 1965 – 101 000[9]
- 1989 – 113 278[10]
- 2013 – 82 765[11]
- 2014 – 82 228[1]